# Список депутатов кнессета от фракции Яхадут ха-Тора
На данной странице представлен список депутатов кнессета от фракции «Яхадут ха-Тора», которую составляют 2 отдельные партии — «Агудат Исраэль» и «Дегель ха-Тора». Данные партии объединялись во время выборов в кнессет 13, 14, 15, 16, 17, 18 и 19 созывов.

### 13 созыв
На выборах в кнессет 13-го созыва (1992—1996) фракция получила 86167 голосов, получив 4 места в кнессете
- Агудат Исраэль: Авраам Вердигер (сменил Менахема Поруша, Агудат Исраэль), Авраам Йосеф Шапира
- Дегель ха-Тора: Моше Гафни (сменил Шмуэля Альперта, Агудат Исраэль), Авраам Равиц (сменил Ицхака Хаима Переца, Агудат Исраэль)

### 14 созыв
На выборах в кнессет 14-го созыва (1996—1999) фракция получила 98657 голосов, заработав 4 места.
- Агудат Исраэль: Шмуэль Альперт, Меир Поруш
- Дегель ха-Тора: Моше Гафни (сменил Авраама Лейзерсона, Агудат Исраэль), Авраам Равиц

### 15 созыв
На выборах в кнессет 15-го созыва (1999—2003) фракция получила 125741 голосов, заработав 5 мест.
- Агудат Исраэль: Шмуэль Альперт, Яаков Лицман, Меир Поруш
- Дегель ха-Тора: Моше Гафни, Авраам Равиц

### 16 созыв
На выборах в кнессет 16-го созыва (2003—2006) фракция получила 135087 голосов, заработав 5 мест.
- Агудат Исраэль: Яаков Лицман, Меир Поруш, Шмуэль Альперт (сменил Исраэля Эйхлера)
- Дегель ха-Тора: Моше Гафни, Авраам Равиц

### 17 созыв
На выборах в кнессет 17-го созыва (2006—2009) фракция получила 147091 голосов, заработав 6 мест.
- Агудат Исраэль: Яаков Лицман, Меир Поруш, Шмуэль Альперт, Йехошуа Поллак (сменил Авраама Равица, Дегель ха-Тора)
- Дегель ха-Тора: Моше Гафни, Ури Маклев (сменил Яакова Коэна, Агудат Исраэль)

### 18 созыв
На выборах в кнессет 18-го созыва (2009-2013) фракция получила 147954 голосов, заработав 5 мест.
- Агудат Исраэль: Яаков Лицман, Исраэль Эйхлер, Менахем Элиэзер Мозес (сменил Меира Поруша).
- Дегель ха-Тора: Моше Гафни, Ури Маклев

### 19 созыв
На выборах в кнессет 19-го созыва фракция набрала 7 мандатов:
- Яаков Лицман
- Моше Гафни
- Меир Поруш
- Ури Маклев
- Менахем Элиэзер Мозес
- Исраэль Эйхлер
- Яаков Ашер